# 288
288 (CCLXXXVIII) var ett skottår som började en söndag i den julianska kalendern.

## Händelser

### Okänt datum
- Diocletianus företar ett fälttåg i Raetia.
- Maximianus bygger i Gallien upp en flotta för att bekämpa Carausius.

## Avlidna
- Sebastian, kristen martyr
- Umro Bin Ada AI Lakhami, kung i nuvarande Bahrain